# Wilhelm Werner (SS-Mitglied)
Wilhelm Werner (* 6. Juni 1888 in Apolda; † 14. Mai 1945 in Falkenau (Oberschlesien)) war ein deutscher Marine- und Luftwaffenoffizier, Politiker (NSDAP) und SS-Führer. Ihm wurden auch Kriegsverbrechen im Ersten Weltkrieg vorgeworfen. Ende März 1926 verfügte jedoch das Reichsgericht in Leipzig das Verfahren wegen Mordes bei der Versenkung der Torrington außer Verfolgung zu setzen und die übrigen Verfahren einzustellen.

Wilhelm Werner in der Uniform eines SS-Standartenführers, ca. 1933

## Leben
Werner war der Sohn des nachmaligen Oberstaatsanwalts Max Werner und dessen Ehefrau Eugenie, geborene Schacke. Er wurde protestantisch getauft und war ab dem 15. Oktober 1925 mit Henriette-Luise Moewes (* 30. Juni 1899 in Königshain) verheiratet. Seine Witwe ließ sich nach dem Krieg in Dossenheim nieder.

### Kaiserliche Marine
Beförderungen in der Kaiserlichen Marine:
- 4. April 1905: Seekadett.
- 7. April 1906: Fähnrich zur See.
- 28. September 1908: Leutnant zur See.
- August 1910: Oberleutnant zur See.
- 16. April 1916: Kapitänleutnant.

Nach dem Besuch eines humanistischen Gymnasiums in Weimar trat Werner 1905 in die Kaiserliche Marine als Seekadett ein (Segelschulschiff Charlotte und Marineschule Mürwik) und begann seine praktische Ausbildung auf einem Torpedoboot der II. Minensuchdivision. 1906 wurde er zum Fähnrich zur See und 1908 zum Leutnant zur See befördert. Anschließend erhielt er eine Spezialausbildung bei der U-Boot-Waffe. Er tat zwischen 1907 und 1914 u. a. Dienst auf folgenden Schiffen: Karl der Große, Hansa, König Wilhelm, T 54. Ab 1910 tat er als Oberleutnant zur See Dienst als Wachoffizier auf den Booten U 1 und U 13. Bei Ausbruch des Ersten Weltkriegs war Werner Kommandant des Torpedobootes T 55 der 2. Minensuchdivision. Während des Krieges folgten Verwendungen als Halbflottillen-Chef (August bis September 1914), als Wachoffizier der U-Boot-Abnahmekommission (U. A. K.) und Wachoffizier auf U 38 sowie als Kommandant von UB 9 (18. Februar bis März 1915). Im Winter 1914/15 wurde er Kommandant von UB 7, das im Mittelmeer, im Schwarzen Meer und in den Dardanellen operierte (6. Mai 1915 bis 11. April 1916). Im Sommer 1916 wurde er zum Kapitänleutnant befördert. Damit ging auch ein Dienststellenwechsel einher. Ab dem 8. Juni 1916 war er Kommandant von U 55, das er bis zum 3. August 1918 befehligte. Mit U 55 unternahm er 13 Feindfahrten und konnte dabei feindlichen Schiffsraum von fast 127.000 BRT versenken. Für seine Leistungen wurde ihm durch Wilhelm II. die höchste preußische Tapferkeitsauszeichnung, der Orden Pour le Mérite verliehen. Bereits vorher hatte er beide Klassen des Eisernen Kreuzes sowie das Ritterkreuz des Königlichen Hausordens von Hohenzollern mit Schwertern erhalten.
Allerdings wurden Werner von alliierter Seite mehrere Kriegsverbrechen vorgeworfen:
- Am 8. April 1917 versenkte er den Dampfer Torrington in der Keltischen See. Die 34 Überlebenden ertränkte er, indem er sie auf das Oberdeck seines U-Bootes befahl und anschließend tauchte. Nur den Kapitän nahm er als Kriegsgefangenen mit nach Deutschland.
- Auf der gleichen Feindfahrt versenkte er am 13. April 1917 den Dampfer Toro. Die 14 Besatzungsmitglieder ermordete er auf gleiche Weise. Er nahm nur den Kapitän und ein weiteres Besatzungsmitglied als Kriegsgefangene mit nach Deutschland.
- Am 4. Januar 1918 versenkte er das Lazarettschiff Rewa und verstieß damit gegen die Haager Landkriegsordnung von 1907 (Abkommen X: Convention for the Adaptation to Maritime Warfare of the Principles of the Geneva Convention (of 6 July 1906)).
- Am 31. Juli 1917 gegen 21:00 Uhr kam es zu einem folgenschweren Torpedoangriff auf den Dampfer Belgian Prince, der in der Schiffsmitte getroffen wurde. Durch den Ausfall der Generatoren konnte keine Hilferuf mehr abgesetzt werden. 44 Mann begaben sich daraufhin in die Rettungsboote. Werner tauchte auf und ließ auf das Schiff mit einem Maschinengewehr schießen. Daraufhin befahl er den Überlebenden auf das Oberdeck des U-Boots zu kommen. Den meisten seien dann die Schwimmwesten abgenommen worden. Die Rettungswesten wurde von den deutschen Matrosen in die See geworfen. Anschließend wurden alle Rettungsboote – bis auf das Kapitäns-Dingi – mit Äxten durchlöchert. Dann lief das U-Boot von der noch schwimmfähigen Prince Belgian zwei Seemeilen ab und stoppte auf hoher See. Um 22:00 Uhr ließ Werner das U-Boot tauchen und die an Deck befindlichen Personen ertranken alle bis auf drei Überlebende. Am nächsten Tag um 7:00 Uhr ließ Werner die havarierte Belgian Prince mit einer Sprengpatrone versenken. Um 8:00 Uhr konnte die herbeigeeilte Sloop Gladiolous die drei überlebenden Seeleute an Bord nehmen und retten.[5]

Auch versenkte er am 17. Juli 1918 die Carpathia, die 1912 nach dem Untergang der Titanic 705 Überlebende an Bord nahm und so vor dem Ertrinken rettete. Werner übergab am 10. August 1918 das Kommando über U 55 an Alexander Weiss.
In der Nachkriegszeit gehörte Werner kurz dem Freikorps „Lettow“ unter Führung von Paul von Lettow-Vorbeck an. Am 28. Juni 1919 (a. A. 1. März 1920) ist seine militärische Laufbahn in der Reichswehr zunächst zu Ende.

### Zwischenkriegszeit und SS-Karriere
Beförderungen in der SS:
- 20. Juli 1931: SS-Sturmführer (mit Wirkung vom 15. Juli 1931).
- 13. Oktober 1931: SS-Sturmbannführer.
- 21. März 1932: SS-Standartenführer (mit Wirkung vom 16. März 1932).
- 18. März 1934: SS-Oberführer.
- 15. September 1935: SS-Brigadeführer[3].

Obwohl die von den Alliierten geforderte Auslieferung Werners als Kriegsverbrecher gemäß dem Paragraphen 231 des Versailler Vertrags von politischer Seite verhindert wurde, wanderte er auf behördliche Anordnung hin im Juli 1919 unter angenommenem (= falschen) Namen nach Brasilien in das Bundesland São Paulo aus. Nach anfänglicher Tätigkeit auf einer Kaffee-Facenda fand er schließlich eine Anstellung als „ungelernter“ Architekt bei der deutsch-brasilianischen Firma Gebr. Weisflog in Caieiras in der Nähe von São Paulo. Im Herbst 1924 kehrte er ins Deutsche Reich zurück und betrieb im Rahmen der Leipziger Prozesse die Wiederaufnahme seines Kriegsverbrecherprozesses. Das Reichsgericht setzte mit Beschluss vom 30. März 1926 das Verfahren wegen Mordes bei der Versenkung der Torrington außer Verfolgung und verfügte in den übrigen Fällen die Einstellung des Verfahrens. Ab Oktober 1925 bewirtschaftete er das Rittergut seiner frisch vermählten Ehefrau in Falkenau, Landkreis Grottkau.
Im September 1930 trat Werner in die NSDAP (Mitgliedsnummer 332.139) und am 1. Juni 1931 in die SS (Mitgliedsnummer 9.916) ein. 1931 wurde er mit dem Aufbau der SS in Oberschlesien betraut, wurde SS-Brigadeführer und war für kurze Zeit auch Stellvertreter des Oberabschnittsführers Südost. Ab 1938 gehörte er dem Persönlichen Stab des Reichsführers SS Heinrich Himmler an und war kurzzeitig Verbindungsoffizier für das Sudetenland.

### Militärische Laufbahn in der Wehrmacht bzw. Waffen-SS
Beförderungen in der Wehrmacht:
- 1. Juli 1937: als Major d. R. in das Offizierskorps des Beurlaubtenstandes der Luftwaffe übernommen.
- 27. August 1939: Oberstleutnant d. R. z. V. (Luftwaffe).
- 1. Oktober 1942: Oberst d. R. (Luftwaffe).
- Dezember 1942: Übernahme in das aktive Dienstverhältnis.
- 1944: als Oberst ins Heer übernommen.[3][4]

### Politische Laufbahn
Bei der Wahl zum Preußischen Landtag am 24. April 1932 (Landesliste der NSDAP für den Wahlkreis 9 „Oppeln“) blieb seine Kandidatur erfolglos. Im Juni 1933 übernahm er den Posten eines Kreisdeputierten des Landkreises Grottkau. 1934 folgte die Ernennung zum Preußischen Provinzialrat. Vom 12. November 1933 bis zum Ende der NS-Herrschaft am 8. Mai 1945 saß Werner zudem als Abgeordneter für den Wahlkreis 9 (Oppeln) im nationalsozialistischen Reichstag.

## Auszeichnungen

### Militärische Auszeichnungen
- 1912: Königlicher Kronen-Orden (Preußen), IV. Klasse.
- ?: Königlicher Kronen-Orden (Preußen), III. Klasse mit Schwertern.
- 1914: Eisernen Kreuz II. und I. Klasse.
- 1918: U-Boot-Kriegsabzeichen (1918).
- 15. Februar 1918: Ritterkreuz mit Schwertern des Königlichen Hausordens von Hohenzollern.
- 18. August 1918: Pour le Mérite (Verleihungsnummer 5255).
- 1920: Preußische Dienstauszeichnung für 15-jährige Dienstzeit.
- 1934: Ehrenkreuz des Weltkrieges mit Schwertern.
- 1940 (?): Dienstauszeichnung der Luftwaffe für 18-jährige Dienstzeit in der Wehrmacht (DA II).
- 9. November 1944: Wiederholungsspange zum Eisernen Kreuz II. Klasse 1939
- ?: Kriegsverdienstkreuz (1939) II. Klasse ohne Schwerter
- 9. November 1944: Kriegsverdienstkreuz (1939) I. Klasse ohne Schwerter
- 1945: Wiederholungsspange zum Eisernen Kreuz I. Klasse 1939

### Partei- und SS-Auszeichnungen
- SS-Ehrendegen
- SS-Ehrenring
- 16. Dezember 1935: SS-Julleuchter
- 1940: Dienstauszeichnung der NSDAP in Bronze.
- 1945: Dienstauszeichnung der NSDAP in Silber.